# Lydia Flood Jackson
Lydia Flood Jackson née le 9 juin 1862 à Brooklyn, Californie et morte le 8 juillet 1963  à Oakland, Californie, est une femme d'affaires américaine, elle défend les droits civiques et l'accès à l'éducation des afro-américains et le droit de vote des femmes en participant activement à plusieurs Clubs de femmes.

## Biographie

### Jeunesse et formation
Lydia Flood est née le 9 juin 1862 à Brooklyn, California (en), aujourd'hui annexée à Oakland, Californie aux États-Unis.

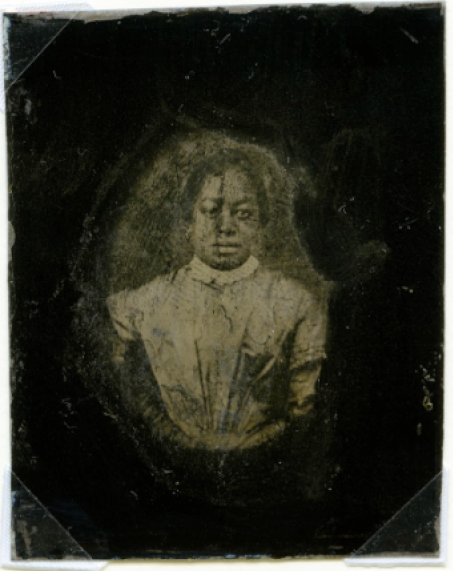
Elisabeth Scott Thorn, vers 1850.

Sa mère, Elizabeth Scott Flood (en) (1828-1867) est née en 1828 à New York et fait ses études à New Bedford, dans le Massachusetts. Elle s'installe en Californie pendant la ruée vers l'or avec son mari Joseph Scott, qui décède peu après leur installation, la forçant à élever seule leur fils Oliver. Dans les années 1850, les enfants afro-américains n'ont pas le droit d'aller à l'école publique. Elizabeth Scott décide donc de créer la première école pour enfants afro-américains de Sacramento dans sa maison au 1334 Fifteenth Street, le 29 mai 1854. L'école fut acceptée dans le district scolaire de Sacramento, mais sans financement et uniquement en tant qu'école séparée. Elle y enseigne jusqu'à ce qu'elle épouse Isaac Flood (1816-1892), le père de Lydia, en 1855 et déménagent à Oakland. Ils font partie des premiers résidents afro-américains de la ville et constituent une famille éminente. 
Isaac travaille comme ouvrier et commerçant et fait fortune dans l'immobilier de la région. Cette réussite fait des Floods l'une des familles afro-américaines les plus riches de Californie à l'époque,. Le couple défend les droits civiques et l'éducation des afro-américains. Ils contribuent également à la création d'église épiscopale méthodiste africaine de Shiloh (Shiloh African Methodist Episcopal Church) en 1858. En 1857, ils ont un fils nommé George Francis Flood qui est considéré comme « le premier enfant de couleur » né à Oakland,,. La même année, Elizabeth crée une autre école privée à leur domicile au 1334 East 15th Street pour les afro-américains et les enfants non blancs, Lydia y suivra sa scolarité.

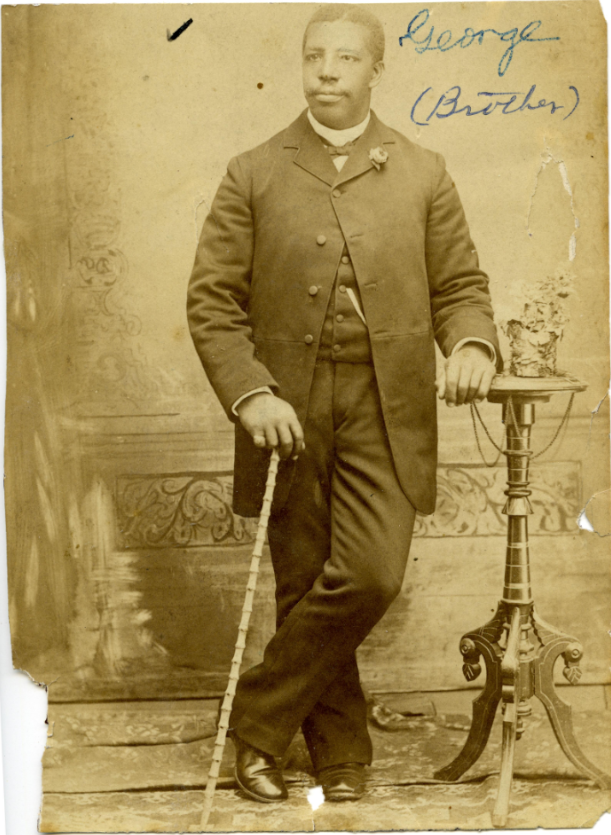
George Flood vers 1870.

Isaac se consacre à l'avancement des droits civiques pour les afro-américains et fait partie du Colored Conventions Movement (en) de Californie pour lutter contre la ségrégation dans les écoles californiennes,. Grâce à son engagement, Lydia est la première élève afro-américaine à fréquenter la John Swett Unified School District (en) en 1872 à l'âge de 10 ans,. Elle poursuit sa scolarité en suivant des cours du soir à l'Oakland High School (en). Cependant, d'après le recensement de 1940, elle indique que son niveau d'études le plus élevé est la 6e année. 

Après avoir terminé ses études, elle se marie avec William Jackson et n'ont pas d'enfants,.  

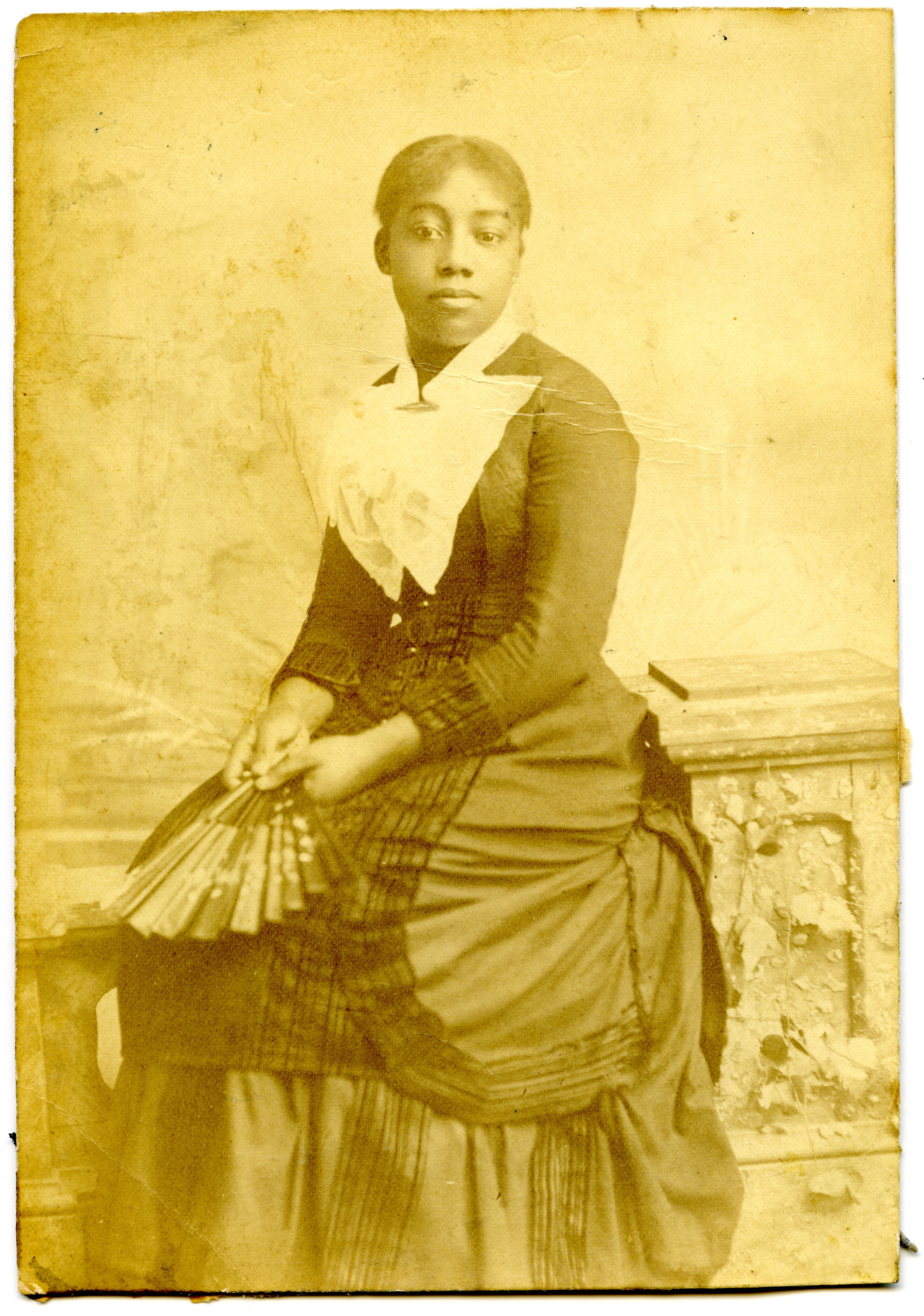
Lydia Flood Jackson vers 1880.

### Militantisme
Jackson poursuit l'héritage de sa famille en luttant pour les droits civiques des afro-américains et défend les droits des femmes,. Active dans le Mouvement des clubs de femmes (en), elle est membre du Native Daughter's Club et du Fanny Jackson Coppin Club pendant quarante-deux ans. Elle est également l'une des dirigeantes du California State Federation of Colored Women's Clubs (en) en étant la première présidente législatif de l'organisation, la première présidente de la citoyenneté et elle y introduit l'utilisation du vote secret dans les élections.
Jackson réclame le droit de vote des femmes lors de la première réunion de la State Federation of Colored Women's Clubs, qui se tient en 1918 à Los Angeles. Elle rend également hommage aux suffragettes qui ont ouvert la voie et fait référence aux chênes d'Oakland, qui ont donné leur nom à la ville : « Qui peut briser une phalange de femmes déterminées, nobles d'esprit et droites, soutenues par la puissance du Saint-Esprit ? Le suffrage est l'un des éléments constitutifs de la démocratie ; le suffrage est l'un des leviers les plus puissants grâce auxquels nous espérons élever nos femmes aux plus hauts niveaux de la vie... Lucretia Mott, Susan B. Anthony et Elizabeth Cady Stanton ont vu d'un œil de foi ce champ étincelant il y a soixante ans, et leur détermination, leur vrai jugement et leur capacité d'exécution nous ont permis, à vous et à moi, de nous asseoir à l'ombre du chêne du suffrage, un grand vieil arbre dont les branches coifferont bientôt tous les États de l'Union » et ajoute : « Le suffrage s'impose comme l'une des composantes de la démocratie. ».
Militante politique, elle se rend même au Mexique, en Amérique du Sud et aux Antilles pour y donner des conférences. Jackson veut que les femmes remettent en question leurs rôles conventionnels et les limites des normes sociétales. Elle veut également que les femmes examinent et remettent en question la suprématie de l'homme blanc.

Lydia Flood Jackson, d'après une publication de 1919 pour les produits « Flood Toilet Creams ».

### Entreprenariat

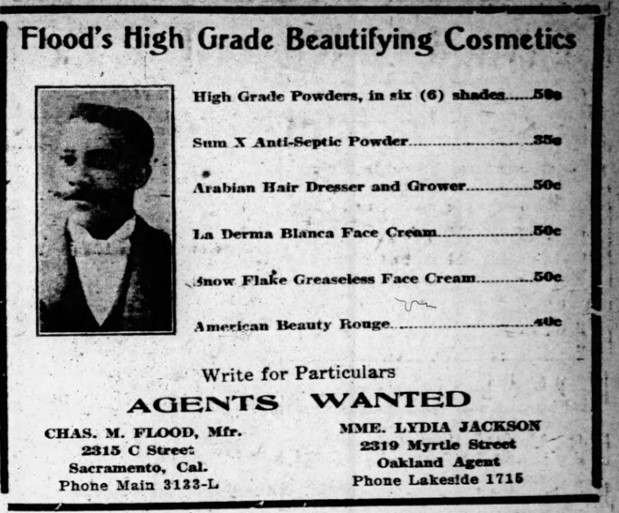
Annonce dans le California Eagle, 17 mai 1919, p. 3.

Jackson est également une femme d'affaires et une inventrice. Son père lui apprend à investir dans l'immobilier, ce qui lui permet de subvenir à ses besoins. Elle crée également une ligne de produits de beauté (produits de toilette, crèmes et parfums), connue sous le nom de « Flood Toilet Creams », qui est produite et vendue sur la côte ouest. Femme d'affaires prospère et activiste, elle s'impose au sein d'un groupe d'afro-américains influents dans la communauté que l'historien Willard Gatewood appelle les « aristocrates de couleur ».

### Fin de vie et mort

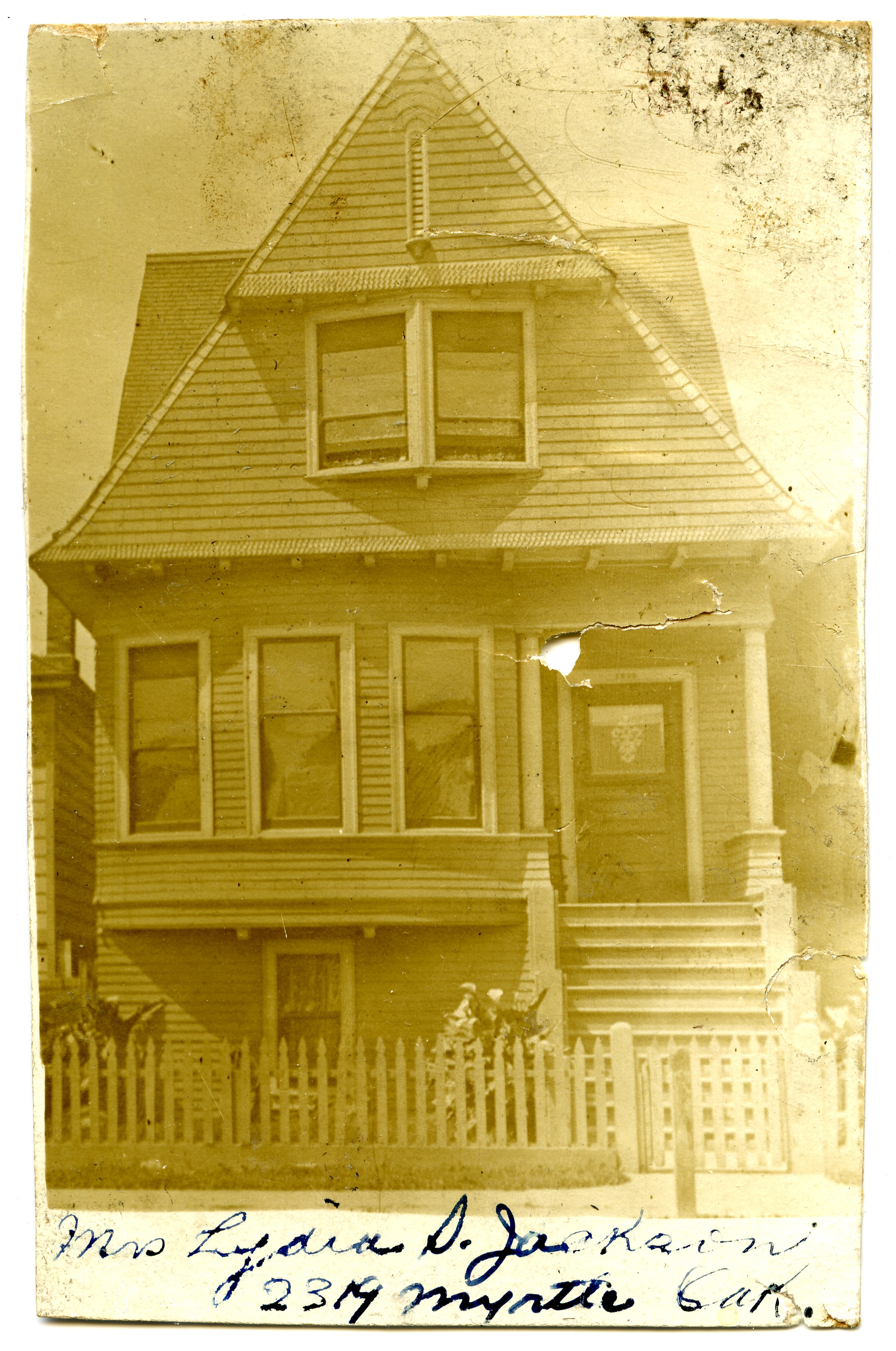
Extérieur de la maison de Lydia Flood Jackson au 2319 Myrtle St., Oakland, Californie, vers les années 1900.

Dans le recensement fédéral des États-Unis de 1920, Lydia Flood Jackson est mentionnée comme veuve ; dans les années 1940, elle vit avec son neveu Leslie Flood, sa femme Julia T. Flood et son fils Robert F. Flood au 2319 Myrtle Street,,.
Lors du quatre-vingtième anniversaire de l'église épiscopale méthodiste africaine (AME) de Shiloh, aujourd'hui connue sous le nom de First A.M.E. Church d'Oakland, Jackson s'adresse à l'assemblée et évoque les contributions de sa mère à l'église et à l'éducation,.
À l'occasion du 100e anniversaire de Jackson, la ville d'Oakland lui rend hommage en la désignant comme la « plus ancienne native vivante ».
Elle meurt le 8 juillet 1963 à l'âge de 101 ans à l'hôpital Fairmont,,. Elle est enterrée au cimetière de Mountain View à Oakland, en Californie. La cérémonie a lieu à la First A.M.E. Church d'Oakland, en Californie, anciennement connue sous le nom de Shiloh African Methodist Episcopal Church, que ses parents avaient aidée à fonder en 1858.
Les documents de la famille Flood sont archivés par la Oakland Public Library (en), dans le musée et la bibliothèque afro-américains d'Oakland, et comprennent le programme des funérailles de Lydia Flood Jackson, des lettres et des photographies de famille.